# Al-Hindiyya
al-Hindiyya eller Hindiya (arabiska: الهندية) är en stad i provinsen Karbala i Irak och som ligger längs floden Eufrat.

## Kända personer från al-Hindiyya
- Nuri al-Maliki